# オランダ王立保安隊

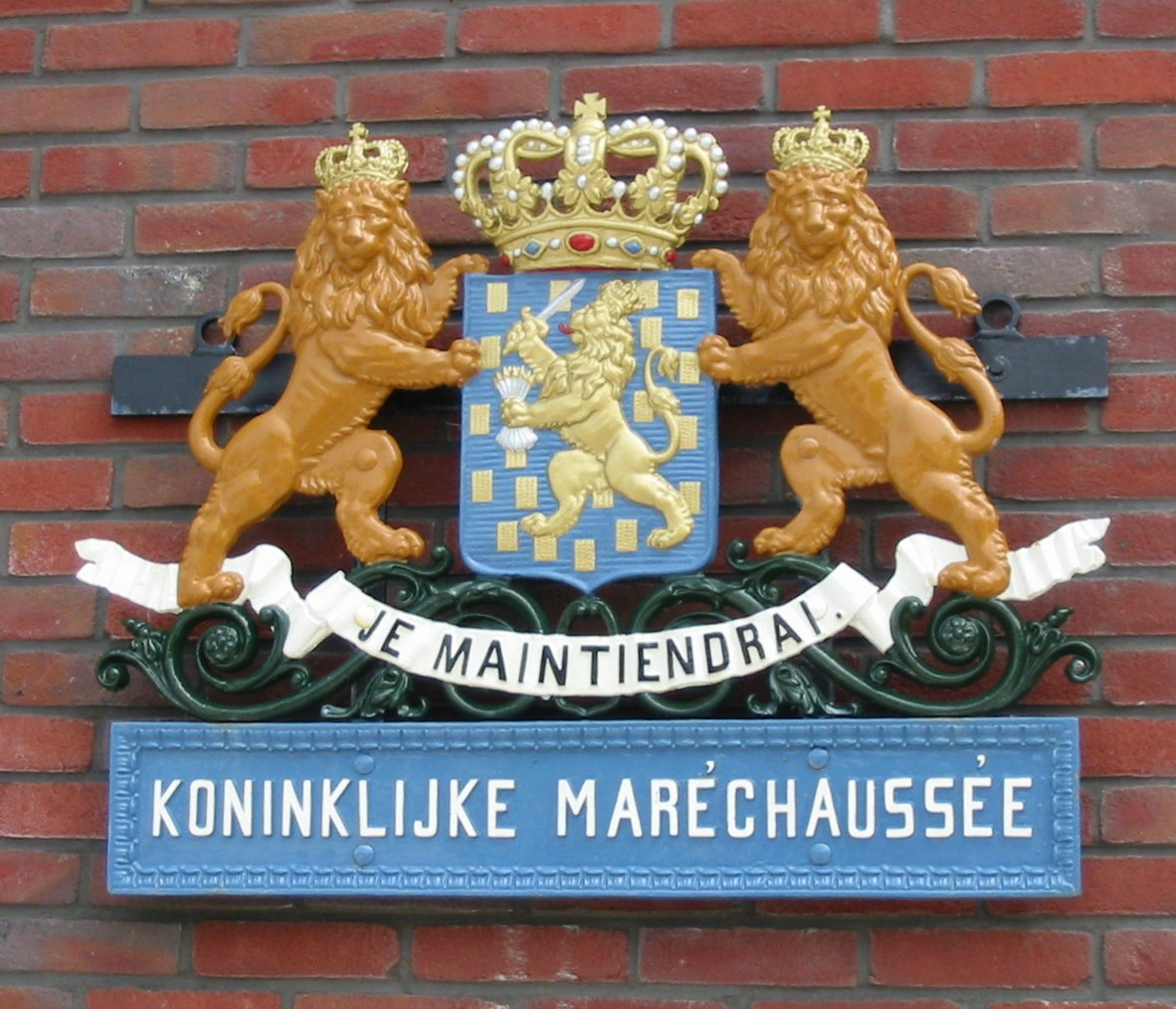
王立保安隊紋章

オランダ王立保安隊（オランダおうりつほあんたい、蘭：Koninklijke Marechaussee）は、オランダ国防省管轄下にある国家憲兵組織。憲兵であると同時に、平時には司法省や内務省の指揮下で警備を中心とした警察任務を行っている。

## 沿革
1814年にウィレム1世により、フランスのジャンダルムリ（憲兵部隊、現：フランス国家憲兵隊）を参考に創設された。陸軍の一部としての軍内警察の役割のほか、一般社会における警察活動も行う組織として設立された。
1908年にウィルヘルミナ女王により、王室警護の任務も追加された。第二次世界大戦中には本土をドイツに占領されたため、本土の組織はドイツにより改編されたりしたものの、ロンドンで亡命王室を警護する200名からなる部隊が編成された。
第二次世界大戦後は、警察組織と憲兵組織とが分割して再編制された。1994年に国家警察と自治体警察が統合再編制され、内務省管轄のオランダ国家警察 (Korps Landelijke Politiediensten) が組織された際、アムステルダム・スキポール空港の警備隊はオランダ王立保安隊の管轄に移された。
1998年にオランダ陸軍から独立し、オランダの4番目の軍種となった。
紋章は手榴弾を模している。

## 任務
平時には、司法省の指揮下で、以下のような警備警察任務を担っている。
- アムステルダム・スキポール空港の警備・国境警備
- 不法移民対策
- 国内警備
- 軍内警察としての憲兵
- 王室および政府首脳の警備
- 中央銀行の警備

など